# Suzhousaure
El  suzhousaure (Suzhousaurus) és un gènere de dinosaure terizinosauroïdeu que va viure al Cretaci inferior. Les seves restes fòssils foren trobades a la conca del Yujingzi, Gansu, la Xina. Es coneix a partir de dos esquelets post-cranials parcials, incloent un húmer distintiu que el caracteritza com a terizinosauroïdeu. Se'n coneix una única espècie, Suzhousaurus megatherioides.